# بحيرة كوليرسون
بحيرة كوليرسون هي بحيرة جليدية صغيرة على شكل كلية على بعد 1.5 ميل بحري (3 كم) جنوب غرب بحيرة ليك في تلال فيستفولد في برينسس إليزابيث لاند في أنتاركتيكا.
تم إنشاء معسكر على شواطئ هذه البحيرة خلال التحقيقات الجيولوجية التي أجراها ك. كولرسون، الجيولوجي في محطة ديفيس في يناير عام 1970، والذي تم تسميته من قبل لجنة أسماء القطب الجنوبي في أستراليا.